# Brodo chiarificato
Il brodo chiarificato, anche conosciuto con il termine francese consommé, è un antipasto (hors d’oeuvre) tipico della cucina francese. 

## Etimologia
La parola consommé deriva dal francese consommé, proveniente a sua volta dal verbo consommer, ovvero "consumato".

## Caratteristiche
Si tratta di un brodo servito caldo a base di carne o pesce (fumetto di pesce) a cui viene successivamente aggiunto del bianco d'uovo per rimuovere i grassi e le impurità, che sarà in seguito rimosso.
Per servirlo si usa una particolare tazza con due manici, chiamata appunto tazza da consommé.